# Риба пристрасті
«Риба пристрасті» (англ. Passion Fish) — американський художній фільм 1992 року з Мері Макдоннелл та Елфрі Вудард у головних ролях. Першопочатково фільм був запущений в обмеженому кінопрокаті 9 грудня 1992 року для того, щоб мати можливість претендувати на номінацію премії «Оскар». Після номінування фільм вийшов у широкий прокат в лютому 1993 року, і зібрав майже 5 млн доларів.

## Сюжет
В центрі історії знаходиться колишня зірка мильних опер Мей-Еліс Калхейн, яка потрапила в автомобільну аварію і стала паралізованою. Вона повертається до свого старого і пустого будинку в штаті Луїзіана. Вона п'є, ображає кожну людину, яка хоч якось намагається допомогти і поглинається відчуттям жалю до себе. Життя змінюється, коли її покоївкою стає Шантель — медсестра з купою власних життєвих проблем. Між жінками виникає певний духовний зв'язок, що породжує дружбу, і це поступово змінює життя кожної.

## В ролях
- Мері Макдоннелл — Мей-Еліс Калхейн
- Елфрі Вудард — Шантель
- Вонді Кертіс-Голл — Шугар ЛеДу
- Девід Стретейрн — Ренні
- Лео Бурместер — Рівз
- Анджела Бассетт — Ронда

## Нагороди та номінації
| Нагорода                                   | Категорія                            | Номінант        | Результат |
| ------------------------------------------ | ------------------------------------ | --------------- | --------- |
| 65-а церемонія нагородження премії «Оскар» | Найкраща жіноча роль                 | Мері Макдоннелл | Номінація |
| 65-а церемонія нагородження премії «Оскар» | Найкращий оригінальний сценарій      | Джон Сейлс      | Номінація |
| Flanders International Film Festival       | Гран-прі                             | Джон Сейлс      | Перемога  |
| Золотий глобус                             | Найкраща жіноча роль в драмі         | Мері Макдоннелл | Номінація |
| Золотий глобус                             | Найкраща акторка другого плану       | Елфрі Вудард    | Номінація |
| Незалежний дух                             | Найкраща жіноча роль другого плану   | Елфрі Вудард    | Перемога  |
| Незалежний дух                             | Найкраща чоловіча роль другого плану | Девід Стретейрн | Номінація |
| Премія Гільдії сценаристів Америки         | Найкращий оригінальний сценарій      | Джон Сейлс      | Номінація |